# Piercingtermer
Inom piercing finns det ett flertal termer.
- Bananabell: En något böjd stav som man vanligtvis har i naveln.
- Barbell: Barbell Vanlig piercingstavsmycke.

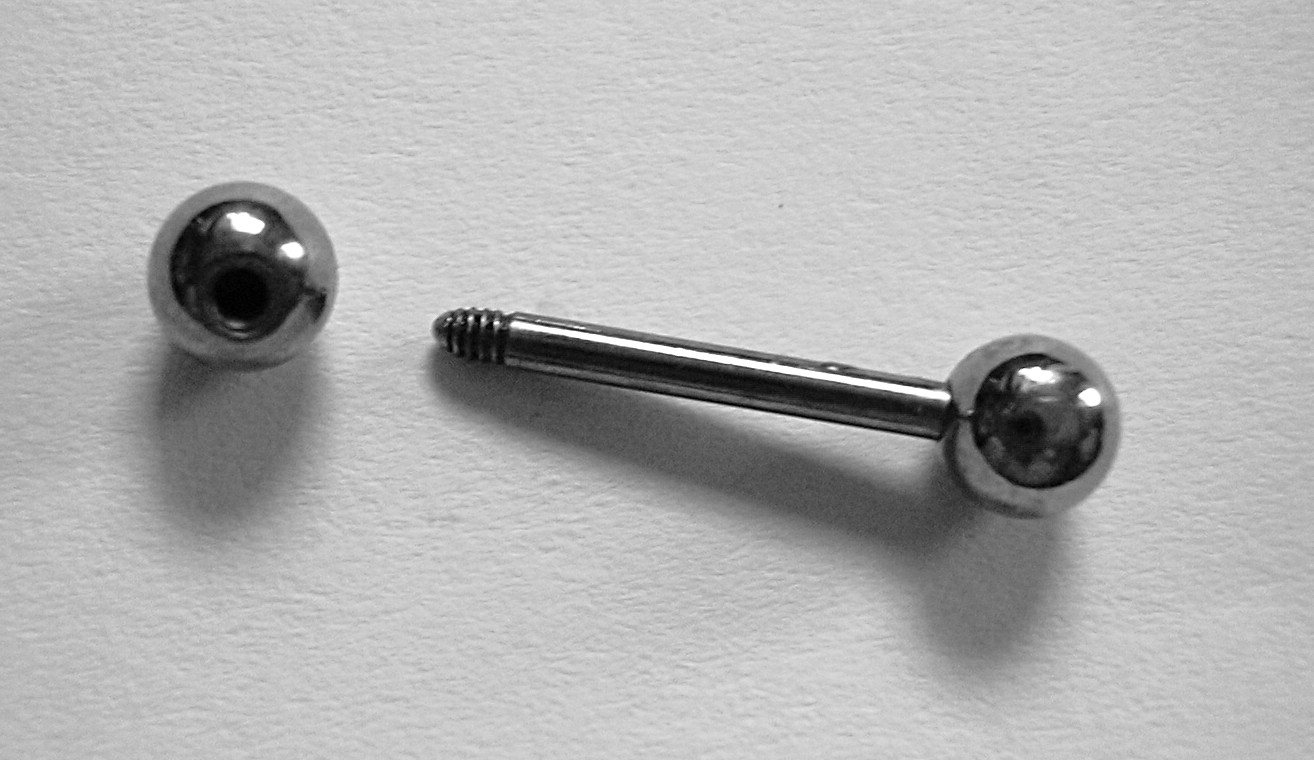
Barbell

- Circular Barbell: Samma sak som en vanlig barbell, fast böjd, kallas också hästsko.
- Dermal punch: En dermal punch består av ett cirkelformat blad fäst på ett ihålligt handtag, verktyget används oftast till lite större ingrepp i brosk för att på så vis slippa plågan att behöva töja upp sagda piercing och på så vis slippa både smärta och de potentiella komplikationer som kan uppstå. Verktyget finns i olika storlekar och kan även användas i mjukdelar, även om detta är något som ofta tittas lite snett på av vissa utövare, detta har dock på senare tid blivit mer och mer accepterat. Vid utförande använder sig utövaren av någon form av motstånd, detta kan vara en kork, tungspatel eller någon specialbyggt föremål, tryck och rotation är nödvändigt för att kunna använda "dermal punch" på ett korrekt vis. Dermal punchen var som mycket annat som används inom branschen från början ett medicinskt verktyg, där kallas den för 'biopsi punch' och används för att ta hudprov från levande eller avlidna objekt.
- Fleshtunnel: En tunnel av vanligtvis metall, plast eller ben som man kan ha i sina upptöjda hål i till exempel öronen.
- Skalpellering: är ett sätt att få hålen större, görs ofta när man inte kan töja mer eller om man från start vill ha ett större hål än vad det anses vara säkert att utföra med nålar eller andra verktyg.
- Surface:
- Töjning av en piercing/Stretching : Töjning av en piercing innebär att man under lång tid gör hålet allt större med hjälp av töjstavar, tejp, tyngder med mera. Vid töjningen är det viktigt att processen får gå långsamt för att inte orsaka onödiga skador. Att 'töja' är dock en lite missvisande term, det man egentligen gör/skall göra är att 'lura' sin kropp att producera fler hudceller genom att väldigt långsamt förstora smycket, det är därför många idag rekommenderar att man använder sig av någon form av tejp. En tejp utan lim är att föredra, då lim i de flesta fall innehåller ämnen som är mindre snälla mot huden, speciellt eftersom man kommer att vara utsatt för dem under en lång tid. Teflon-tejp, mer känt som gängtejp och bondagetejp brukar vara det bästa och populäraste.